# Sân vận động Olympic (Wrocław)
Sân vận động Olympic (tiếng Ba Lan: Stadion Olimpijski) là một sân vận động đa năng ở Wrocław, Ba Lan. Nó được xây dựng từ năm 1926 đến 1928 với tên gọi là Schlesierkampfbahn (tiếng Anh: Silesian Arena) theo một thiết kế của Richard Konwiarz, khi thành phố Wrocław (lúc đó là Breslau) vẫn còn là một phần của Đức. Nó được sử dụng chủ yếu cho bóng bầu dục Mỹ, là sân nhà của Panthers Wrocław và các cuộc thi đua tốc độ, nó cũng đóng vai trò là sân vận động của Sparta Wrocław.
Sân vận động hiện có sức chứa 11.000 người và được cho là một trong những sân chính trên UEFA Euro 2012. Stadion Miejski mới được xây dựng đã được sử dụng cho sự kiện đó thay thế.

## Lịch sử

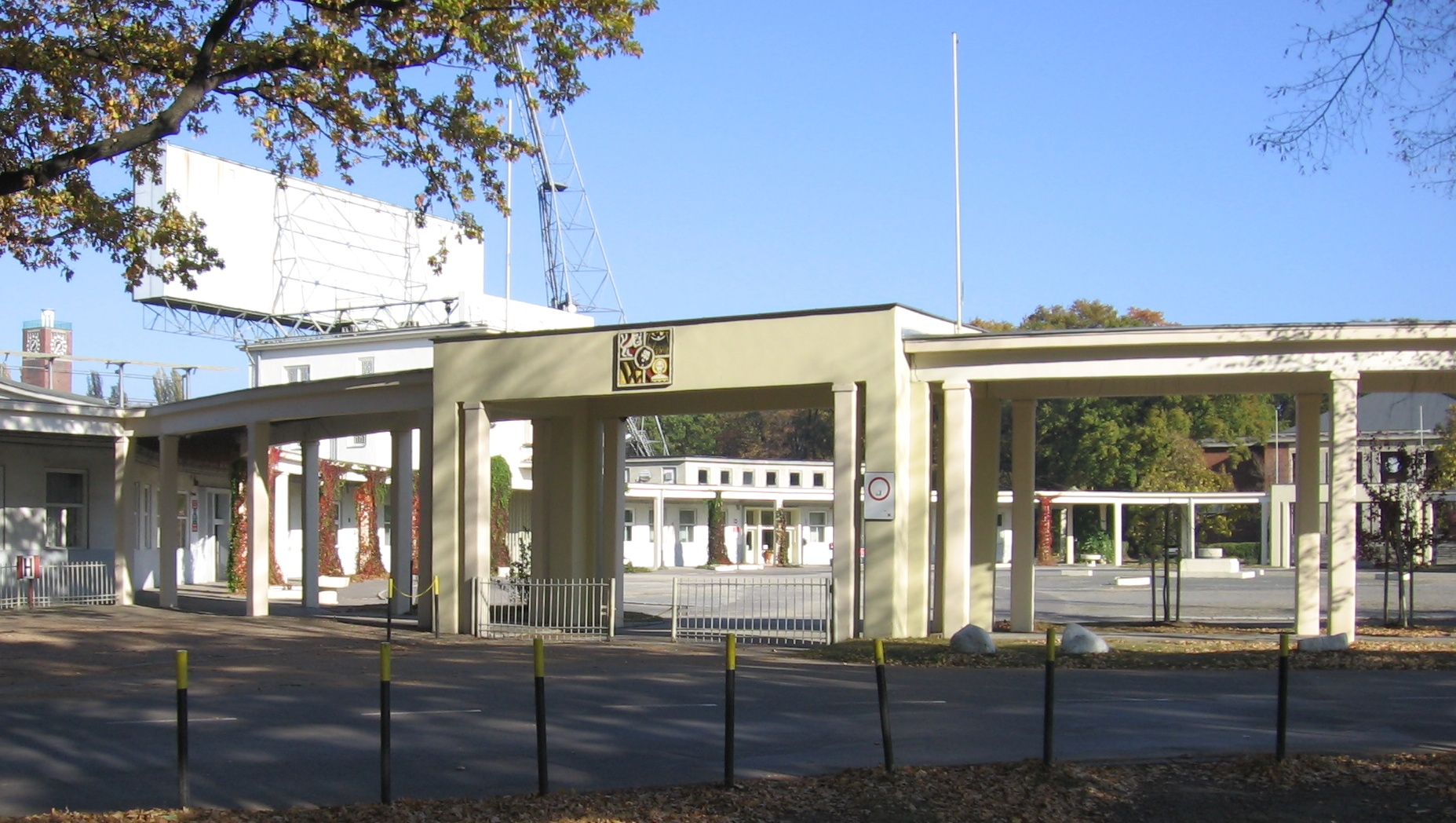
Lối vào sân vận động.

Sân vận động được xây dựng như một trung tâm của một khu liên hợp thể thao lớn hơn ở quận Leerbeutel (nay là Zalesie), một lần nữa kéo dài từ năm 1935 đến 1939 và đổi tên thành Hermanniêu Gotring Stadion dưới thời chính quyền Đức Quốc xã. Vào ngày 16 tháng 5 năm 1937, đây là nơi diễn ra trận đấu bóng đá huyền thoại Breslau Eleven, khi đội tuyển bóng đá quốc gia Đức đánh bại Đan Mạch 8-0. Mặc dù tên Ba Lan hiện tại của nó, đấu trường chưa bao giờ là địa điểm Thế vận hội Olympic (đặc biệt, cho Thế vận hội Mùa hè 1936); tuy nhiên, nhà xây dựng Richard Konwiarz đã giành được huy chương đồng trong các cuộc thi nghệ thuật tại Thế vận hội Mùa hè 1932 ở Los Angeles cho thiết kế kiến trúc của mình.
Bị tàn phá nặng nề trong Cuộc bao vây Breslau trong Thế chiến II, sân vận động được chính quyền thành phố Ba Lan xây dựng lại và đặt theo tên của Tướng Karol wierczewski. Từ những năm 1970, nó được Trường Giáo dục Thể chất của Đại học Wrocław sử dụng và được hiện đại hóa toàn diện với đèn pha và hệ thống sưởi ấm. Chính quyền thành phố Wrocław nắm quyền sở hữu vào năm 2006 và đã xây dựng lại đường đua tốc độ, sau đó sân bóng nhỏ hơn không còn đáp ứng các yêu cầu của các hạng mục sân vận động UEFA.
Đường đua tốc độ có chiều dài 387 mét (423 yd).

## Những sự kiện đã tổ chức
Sân vận động đã tổ chức Speedway Grand Prix Ba Lan vào năm 1995, 1996, 1997, 1999 và 2000. Đây cũng là một địa điểm của Speedway Grand Prix Châu Âu vào các năm 2004, 2005, 2006 và 2007. Sân vận động đã tổ chức cuộc thi bóng bầu dục và cuộc thi đua xe mô tô tại Thế vận hội 2017.

## Chung kết thế giới Speedway

### Giải vô địch đơn thế giới
- 1970 – Ivan Mauger – 15 điểm
- 1992 – Gary Havelock – 14 điểm

### Giải vô địch đôi thế giới
- 1975 – Thụy Điển (Anders Michanek / Tommy Jansson) – 24 điểm

### Đội tuyển thế giới
- 1961 – Ba Lan (Marian Kaiser / Henryk yto / Florian Kapała / Mieczysław Połukard / Stanislaw Tkocz) – 32 điểm
- 1966 – Ba Lan (Andrzej Pogorzelski / Marian Rose / Antoni Woryna / Andrzej Wyglenda) – 41 điểm
- 1971 – Vương quốc Anh (Ray Wilson / Ivan Mauger / Jim Airey / Barry Briggs / Ronnie Moore) * – 37 điểm
- 1977 – Anh (Peter Collins / Michael Lee / Dave Jessup / John Davis / Malcolm Simmons) – 37 điểm
- 1980 – Anh (Michael Lee / Chris Morton / Peter Collins / Dave Jessup / John Davis) – 40 điểm

* Đội đua tốc độ Vương quốc Anh bao gồm các tay đua từ các quốc gia Khối thịnh vượng chung cho đến đầu những năm 1970. Mauger, Briggs và Moore đến từ New Zealand, Airey từ Úc và Wilson từ Anh.

### Speedway World Cup
- 2001 – Úc (Jason Crump / Leigh Adams / Ryan Sullivan / Todd Wiltshire / Craig Boyce) – 68 điểm
- 2005 – Ba Lan (Tomasz Gollob / Piotr Protasiewicz / Jarosław Hampel / Rune Holta / Grzegorz Walasek) – 62 điểm

## Đường đua tốc độ lớn
- 1995 Speedway Grand Prix Ba Lan – Tomasz Gollob
- 1996 Speedway Grand Prix Ba Lan – Tommy Knudsen
- 1997 Speedway Grand Prix Ba Lan – Greg Hancock
- 1999 Speedway Grand Prix Ba Lan – Tomasz Gollob
- Speedway Grand Prix 2004 Châu Âu – Bjarne Pedersen
- Speedway Grand Prix 2005 Châu Âu – Tony Rickardsson
- Speedway Grand Prix 2006 Châu Âu – Jason Crump
- Speedway Grand Prix 2007 Châu Âu – Nicki Pedersen